# 太平洋安全保障條約
太平洋安全保障條約或稱澳紐美安全條約（ANZUS）是一個美國和澳洲，以及澳洲單獨和紐西蘭聯合處理太平洋地區防衛事務的安全條約，不過今日此條約被理解成在任何方面遭受攻擊皆與之相關。

## 條約架構
此條約原是一個完整的三方防衛條約，但在1984年紐西蘭和美國對於持有核武器或是核動力驅動的美國海軍船隻可否進入紐西蘭港口起爭執之後，此條約就不再適用於美國和紐西蘭之間，但對於任一國和澳洲之間仍然有效。
在此條約之下的美澳同盟仍然完全有效，兩國的國防部長經常列席年度部長級會議，美國太平洋地區總司令和澳洲參謀總長也常進行咨商，美國國務卿和澳洲外交部長每年會就條約相關事務進行會議，第17屆部長級會議在2005年11月澳洲阿德萊德召開。
不同於NATO，太平洋安全保障條約並沒有整合的防衛架構或是專屬的部隊，不過為了完成條約義務，澳洲和美國共同進行了許多不同活動，這包括從特遣戰鬥群等級到營級特殊部隊訓練等級的陸上和海上軍事演習、派遣軍官至對方軍隊、和裝備與作戰準則的標準化。兩國也共同運作一些澳洲境內的防衛設施，主要是一些早期預警衛星地面台和為梯隊系統網路收集東亞和東南亞訊號情報的設施。

## 歷史

### 起源
此條約簽署於美國澳洲和紐西蘭在第二次世界大戰緊密合作後不久，在那段期間澳洲曾一度瀕臨日本帝國入侵。隨著二戰結束，美國渴望與日本的關係正常化，特別是因為日本不遠處朝鲜战争上演正烈，隨著中華人民共和國和蘇聯的加入，冷戰似乎會成為一場全面戰爭。雖然澳洲和紐西蘭極為不願與日本簽訂可使日本重新武裝的和平條約，不過兩國在他們提出的三方安全協定被美國接受後終於有所鬆動。
結果產生的就是在1951年9月1日舊金山簽定的條約，並在1952年4月29日生效。此條約下所有簽署國承認在太平洋地區對任何一方的攻擊將危害他方的和平與安全，條約內聲明「若任一方認為自己在太平洋地區的領土完整、政治獨立或安全受到威脅時，各方將一同協商」。三國也誓言將維持並發展獨自和共同抵抗攻擊的能力。

### 馬來亞、韓國、越南和反恐戰爭
值得注意有趣事情是在簽署後的30年間此條約並未引起爭議，雖然紐西蘭和澳洲在這段期間曾派遣部隊支援馬來亞戒嚴並且隨後和美國在越戰一同作戰。
紐西蘭和澳洲早前曾與美國在韓戰並肩作戰。紐西蘭後來也派遣運輸機、海巡機和巡防艦前往波斯灣，和少量部隊、SAS部隊和醫療人員前往阿富汗。另外雖然紐西蘭總理海倫·克拉克公開質疑美國出兵的正當性，但紐西蘭還是派遣工程人員和部隊前去伊拉克支援。

### 澳洲對於MX飛彈的保留
在1983年，美國接觸澳洲恰談有關測試美國新一代的洲際彈道飛彈MX飛彈，因為美國在太平洋的測試範圍不敷使用，因此希望用塔斯曼海做為目標區域。當時澳洲總理自由黨的馬爾科姆·弗雷澤同意為美國提供在雪梨附近的觀測站做此用途，不過在1985年來自工黨的新總理鮑伯·霍克（Bob Hawke）在工黨左派的壓力下撤銷了這個提案。

### 紐西蘭禁核
1985年，太平洋安全保障條約的屬性發生顯著變化。由於紐西蘭內部的反核呼聲高漲，而美國卻是核武器國家，保障條約會員之間的關係變得緊張起來。 同年法國在南太平洋群島進行了核武器實驗。隨著紐西蘭工黨在1984年大選的勝利，總理戴維·朗伊以核武器的危險性，法國在南太平洋繼續核試驗以及反對美國總統裡根具有侵略性的對抗蘇聯政策為由禁止核動力的或攜帶核武器的船隻進入新西蘭港口和海域。由於美國海軍拒絕確認艦艇上是否載有核武器，所有的美國海軍船隻實際上都被拒絕進入紐西蘭領海。1985年二月，紐西蘭因美國布坎南號驅逐艦有攜帶深水核炸彈的能力而拒絕了其訪問要求。根據1984年大選前的民意調查，百分之五十八的民眾明確反對美國軍艦的訪問。  1986年國防委員會做的民意調查表明紐西蘭居民反對核武器的比率達到百分之九十二；百分之九十二的紐西蘭居民希望政府通過聯合國促進核裁軍；百分之八十二的居民希望擴大無核區。

### 美國中止條約中對紐西蘭的義務
在和紐西蘭談判失敗並和澳大利亞協商後，美國宣佈暫停其條約中對紐西蘭的義務直到美國軍艦允許使用紐西蘭港口。同時美國宣佈紐西蘭為「友國而非盟國」。  許多美國報紙因此在幾周內都以頭條批評美國內閣成員出賣盟友。  然而儘管朗伊政府的政策導致美國暫停對紐西蘭的義務，朗伊政府卻並沒有退出太平洋安全保障條約。1991的一次民調顯示百分之五十四的紐西蘭居民寧願使條約失效也不願核武器軍艦訪問紐西蘭。
隨著紐西蘭無核區，裁軍和軍控法案（1987）的通過，這項無核政策在1987年成為紐西蘭法律。
1985年七月十日，法國海外安全總局在奧克蘭炸沉了綠色和平的彩虹勇士號抗議船。這一事件激起了紐西蘭的更高的反核武情緒。由於西方領導人沒能批評法國對紐西蘭的戰爭威脅，紐西蘭的外交和國防政策發生重大變化：紐西蘭逐漸疏遠了和傳統盟國——美國，轉而和南太平洋小國建立良好關係並維持和澳大利亞及和英國的關係。

### 911恐怖攻擊事件

澳大利亞前總理約翰·霍華德和美國前總統乔治·沃克·布什在2001年九月十日的華盛頓特區。

九一一襲擊事件後澳大利亞和紐西蘭都提供了包括軍隊和軍艦在內的軍事力量以支持美國主導的持久自由軍事行動。

### 東帝汶
1999年至2003年之間，澳大利亞和紐西蘭軍隊在東帝汶共同採取了大量行動以防止印度尼西亞國民軍對東帝汶的種族清洗及阻礙獨立投票。美國只採取了有限的支持。行動後由聯合國接管。

### 中華民國（台灣）
在2000年代引起關注的一個話題是，在美国协防台湾的前提下，澳大利亚是否与中華民國一同對抗來自中華人民共和國的潛在威脅（协防台湾），然而與美國合作的澳大利亞受到和中華人民共和國的貿易關係持續增長而有所影響。2004年8月16日，澳大利亞外長亞歷山大·唐納与中华人民共和国总理温家宝会晤。19日，澳大利亚媒体披露会晤后回答记者时，唐納的表态。他指澳美军事联盟只是“象征性的”，若台湾海峡发生军事冲突，澳大利亚“不一定要”自动启动《澳新美安全条约》，加入美国“保护”台湾行列。19日，美国国务院发言人表示，美国政府在台海问题上立场明确，即和平解决，反对使用武力，并重申《澳新美安全条约》中澳大利亚义务。次日，中華民國外交部政务次长高英茂接受美国广播公司专访表示，中华民国政府对唐納言论“感到失望”，指责他向中华人民共和国政府传达了“错误訊息”。唐納的說法隨後即被時任澳大利亞總理約翰·霍華德糾正。2005年3月，中華人民共和國正式聲明澳大利亞應該重新評估此條約，此時中華人民共和國通過了針對中華民國的《反分裂國家法》，對此唐納宣佈為防止中華人民共和國侵略中華民國（武统台湾），安保條約應要生效，但該條約只要求與美國進行磋商，而不一定會使澳大利亞發動戰爭。

### 同盟今日
每年的美國國務卿和澳大利亞外長的雙邊會晤代替了太平洋安全保障條約會員國外長級會晤。第一次雙邊會晤於1985年在堪培拉舉行。在1986年的第二次雙邊會晤上，美國宣佈其暫停條約中對紐西蘭的義務直到紐西蘭允許美國軍艦進入紐西蘭港口。接下來的美澳部長級雙邊會晤（AUSMIN）交替在澳大利亞和美國舉行。
同盟關係在澳大利亞產生了一些政治爭議。特別是在澳大利亞捲入伊拉克戰爭後，一些澳大利亞社團發出重評美澳關係的呼聲。儘管同盟關係在冷戰中及冷戰後獲得廣泛支持 一位澳大利亞評論家認為在反對恐怖主義，發揮聯合國作用及美澳同盟關係的背景下應該重新討論太平洋安全保障條約
澳大利亞同時也是國家導彈防禦系統支持者。
2006年五月，美國助理國務卿克裡斯托弗·羅伯特·希爾把紐西蘭的無核化形容為「遺物」並標明美國希望和紐西蘭能有更緊密的防務關係。他同時讚賞紐西蘭參加阿富汗戰爭及參與伊拉克重建。他對澳大利亞報紙談到：「與其在無核議題這種遺物上試圖說服對方，不如把精力集中於我們能夠合作的事情上。」 在美國與紐西蘭在核爭議上出現解凍跡象的時候，美國在2006年施加更大的壓力。美國貿易官員把撤銷美國核軍艦進入紐西蘭港口與兩國間潛在的自由貿易聯在一起。
2008年2月4日，美國貿易代表蘇珊·施瓦布宣佈美國將和已在亞洲太平洋經濟合作組織中的汶萊、智利、紐西蘭和新加坡四國進行談判以期參與「充滿活力的亞洲太平洋地區」包括美國商會、美國全國製造業協會、美國全國對外貿易委員會等組織的支持。

## 延伸阅读
- Brands Jr., Henry W. "From ANZUS to SEATO: United States Strategic Policy towards Australia and New Zealand, 1952-1954" International History Review 9#2 (1987), pp. 250–270 online （页面存档备份，存于）
- Capie, David. "Nuclear-free New Zealand: Contingency, contestation and consensus in public policymaking." in Successful Public Policy ed by Joannah Luetjens, (2019): 379-398 online （页面存档备份，存于）.
- Catalinac, Amy L.  "Why New Zealand Took Itself out of ANZUS: Observing 'Opposition for Autonomy' in Asymmetric Alliances," Foreign Policy Analysis 6#3 (2010), pp. 317–338.
- Dorling, Philip. The Origins of the Anzus Treaty: A Reconsideration (Flinders UP, 1989)
- Green, Michael J., et al. The ANZUS alliance in an ascending Asia (ANU Strategic and Defence Studies Centre, 2015) online[].
- Jennings, Peter. "The 2016 Defence White Paper and the ANZUS Alliance." Security Challenges 12.1 (2016): 53-64 online （页面存档备份，存于）.
- Kelly, Andrew. ANZUS and the early cold war: strategy and diplomacy between Australia, New Zealand and the United States, 1945-1956 (2018) online free （页面存档备份，存于）.
- McIntyre, William David,  Background to the Anzus Pact: Policy-Making, Strategy and Diplomacy, 1945-55  (1994)
- McLean, David. "Anzus Origins: A Reassessment," Australian Historical Studies 24#94 (1990), pp. 64–82
- Miller, Charles. "Public Support for ANZUS: Evidence of a Generational Shift?" Australian Journal of Political Science, 50#1 (2015), pp. 1–20.
- Robb, Thomas K., and David James Gill. "The ANZUS Treaty during the Cold War: a reinterpretation of US diplomacy in the Southwest Pacific." Journal of Cold War Studies 17.4 (2015): 109–157. online 的存檔，存档日期13 July 2019.
- Siracusa, Joseph M and Glen St John Barclay. "Australia, the United States, and the Cold War, 1945–51: From V-J Day to ANZUS", Diplomatic History 5#1 (1981) pp 39–52
- Siracusa, Joseph M., and Glen St J. Barclay. "The historical influence of the United States on Australian strategic thinking." Australian Journal of International Affairs 38.3 (1984): 153–158.
- Tow, William, and Henry Albinski. "ANZUS—Alive and well after fifty years." Australian Journal of Politics & History 48.2 (2002): 153–173.
- Tow, William. "ANZUS and alliance politics in Southeast Asia." (2019) online （页面存档备份，存于）.

## 相關
- 5眼聯盟
- AUKUS
- 澳大利亞軍事
- 澳洲－美国关系
- 東南亞國家聯盟
- 紐西蘭國防軍
- 東南亞公約組織